# Polyalthia lasioclada
Polyalthia lasioclada är en kirimojaväxtart som beskrevs av Ian Mark Turner. Polyalthia lasioclada ingår i släktet Polyalthia och familjen kirimojaväxter. Inga underarter finns listade i Catalogue of Life.